# Агас, Жак-Лоран
Жак-Лора́н Ага́с (фр. Jacques-Laurent Agasse, 24 апреля 1767, Женева — 27 декабря 1849, Лондон) — швейцарский художник (пейзажист, анималист).

## Биография и творчество
Родился в семье коммерсанта. Первые уроки получил в женевской школе рисования. В 1786 году на 9 лет уехал в Париж учиться в мастерской Жака-Луи Давида. Вернулся домой после начала Французской революции.
Познакомившись с Джорджем Питтом, будущим лордом Риверсом, отправляется в Великобританию, где знакомится с произведениями английских художников. С 1800 года окончательно поселяется в Лондоне и зарабатывает на жизнь живописью, рисуя преимущественно лошадей и собак. Его привлекают экзотические животные, за которыми он наблюдает в лондонских зоопарках и которых изображает в натуральную величину. Впоследствии в творчестве Агаса появляются также пейзажи, портреты и жанровые сцены. Он зарабатывал себе на жизнь, но никогда не становился богатым и всю жизнь оставался холостяком.
Жак-Лоран Агас умер в Лондоне в 1849 году.

## Галерея

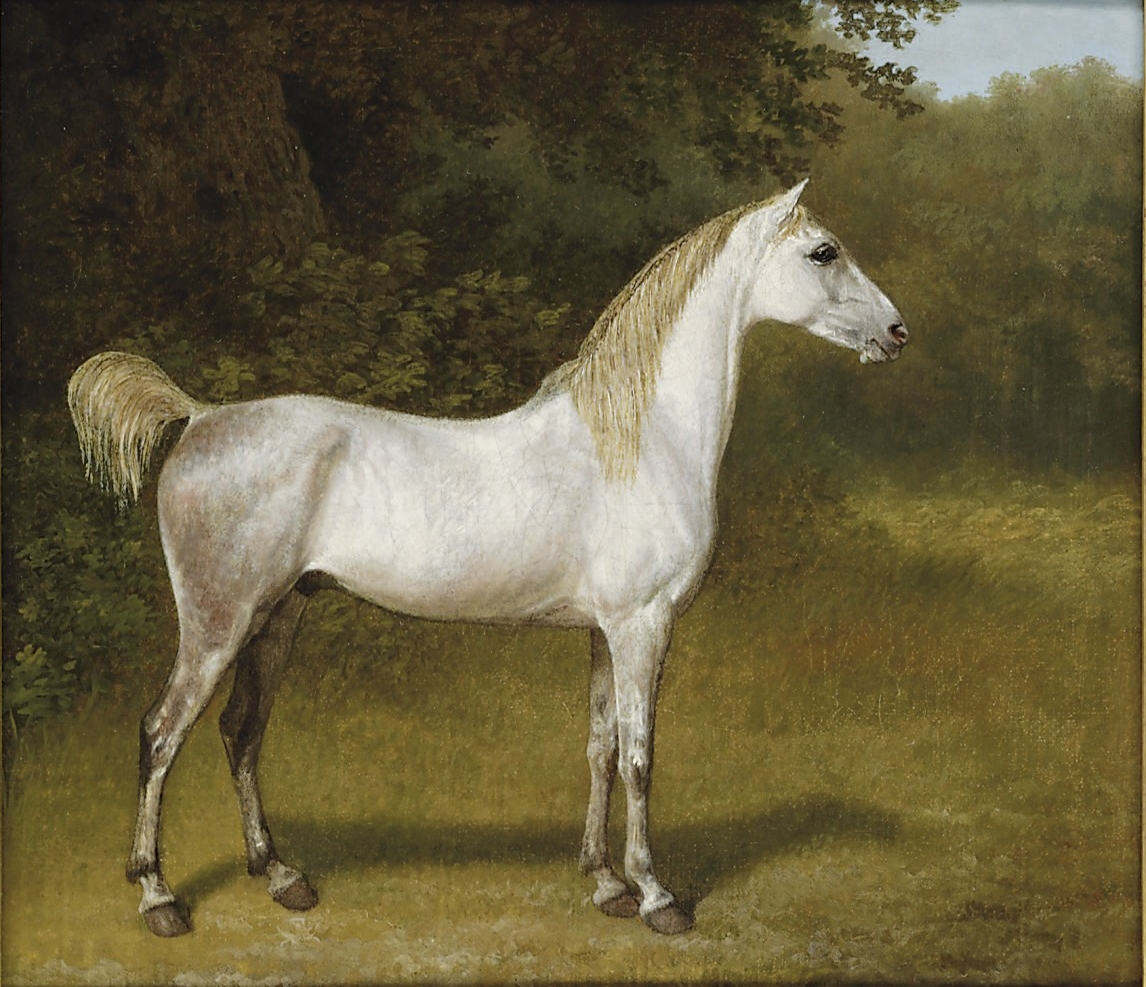
Пейзаж с арабским жеребцом (1790-е)
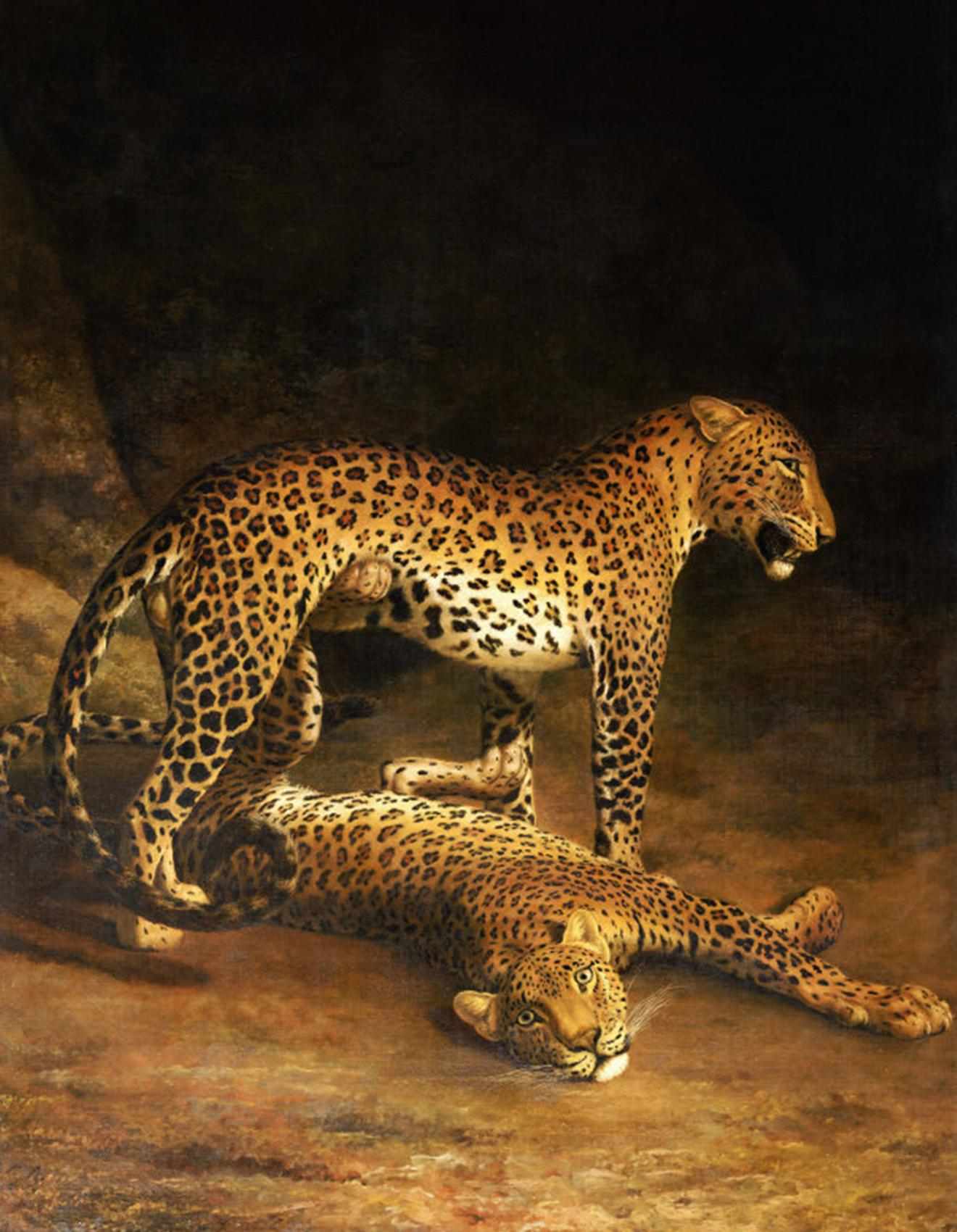
Два леопарда в Эксетере (1808)
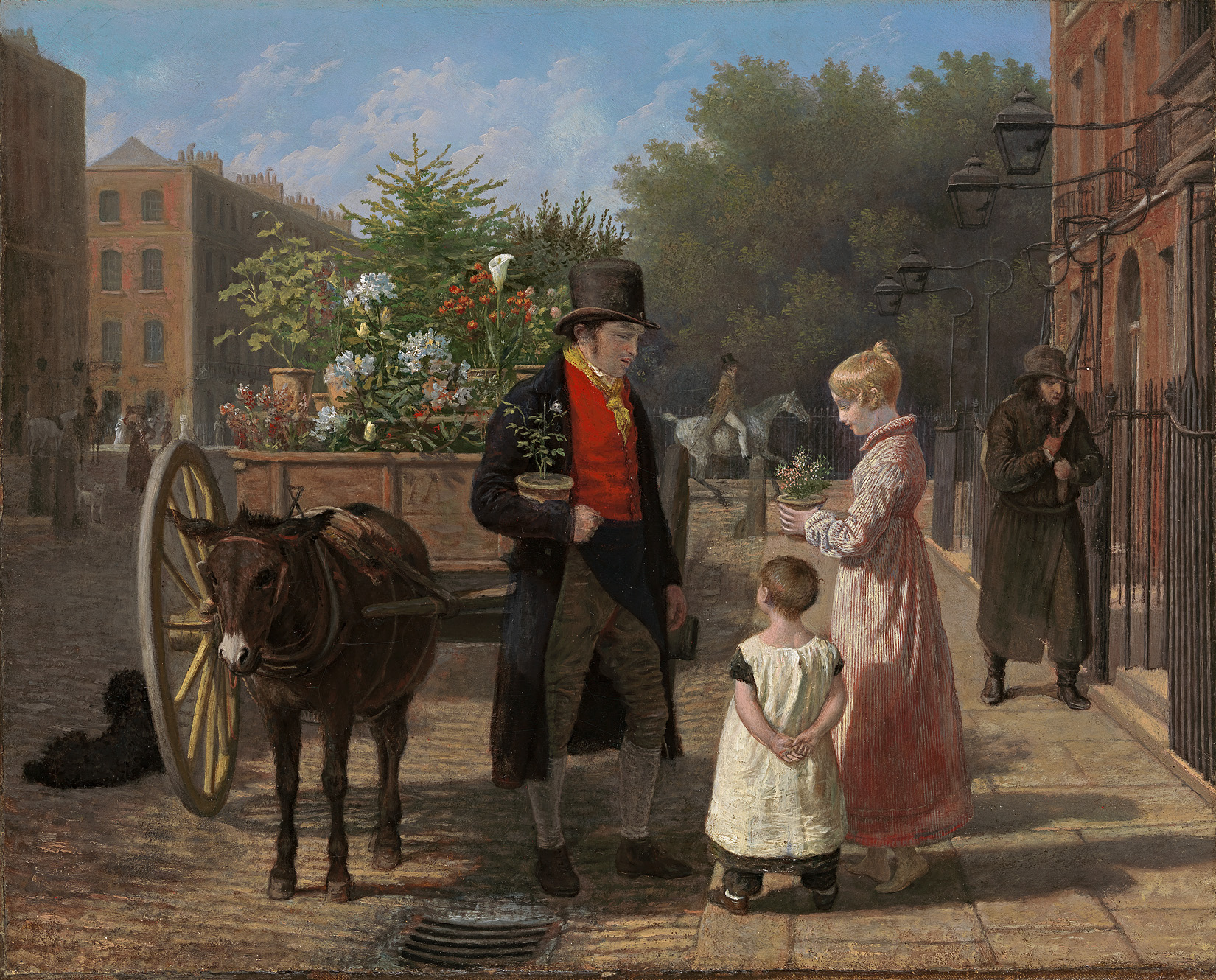
Продавец цветов (1822)
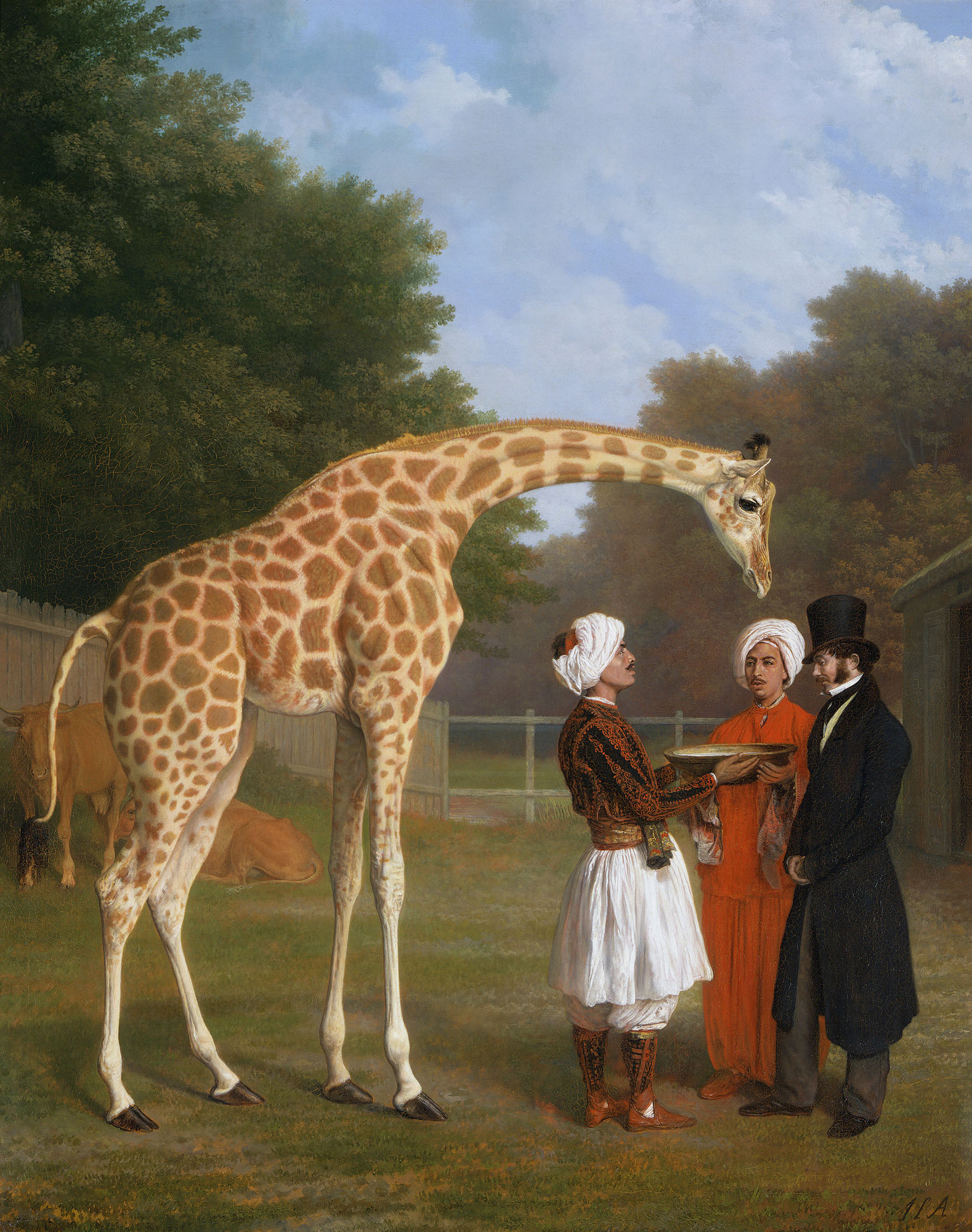
Нубийский жираф (1827)
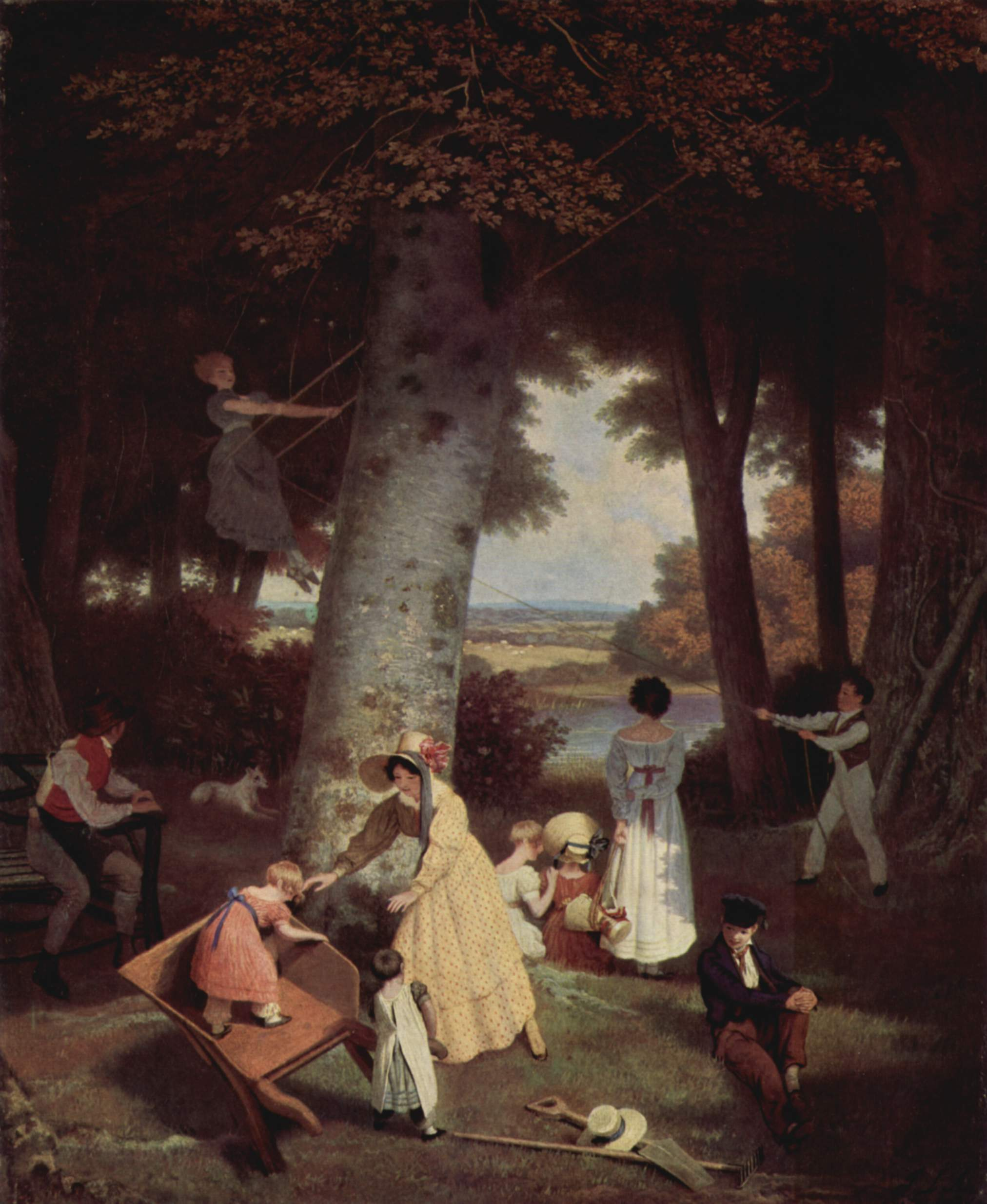
Площадка для игр (1830)
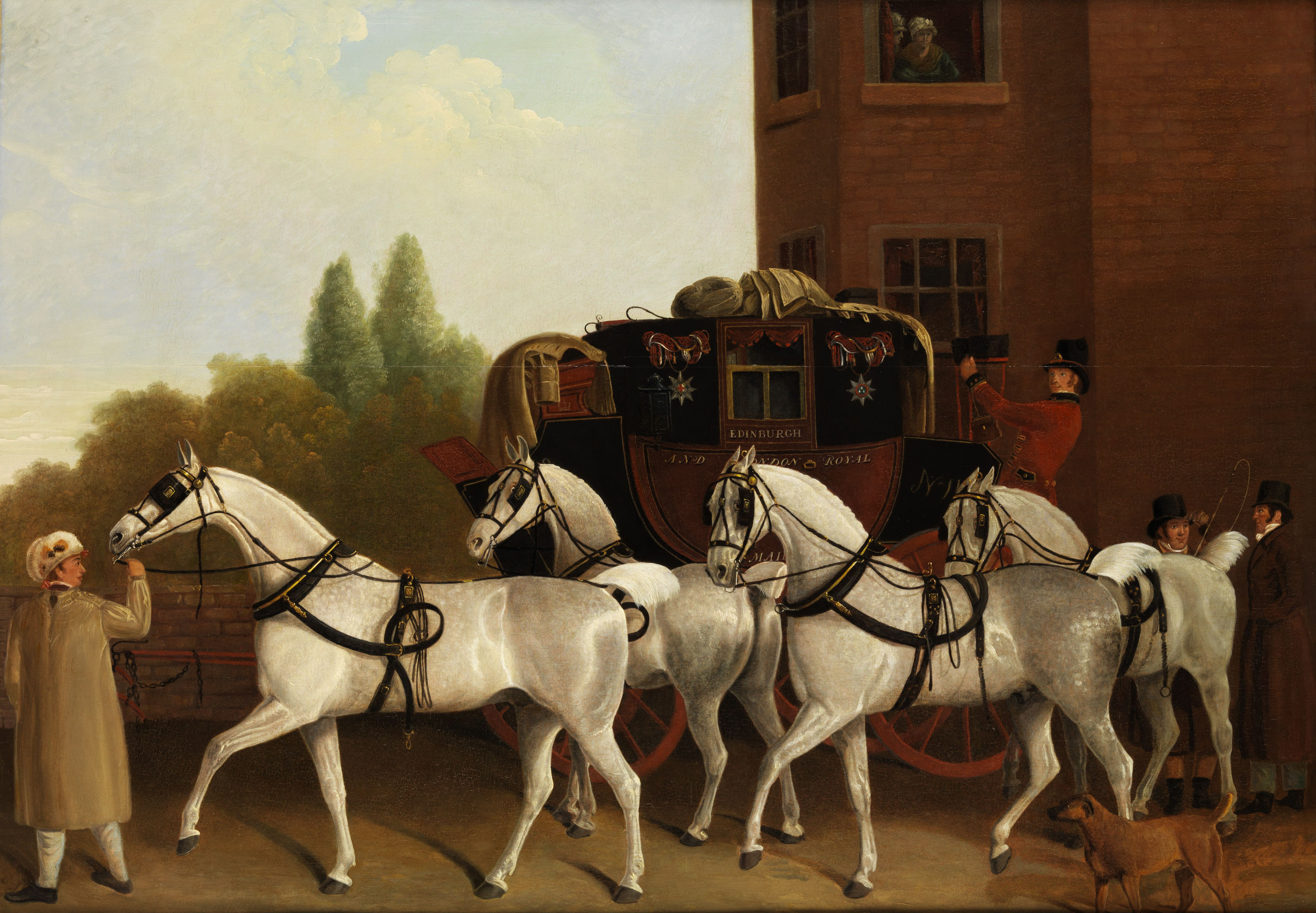
Edinburgh and London Royal Mail